# Далем (Доња Саксонија)
Далем (њем. Dahlem) град је у њемачкој савезној држави Доња Саксонија. Једно је од 43 општинска средишта округа Линебург. Према процјени из 2010. у граду је живјело 515 становника. Посједује регионалну шифру (AGS) 3355012.

## Географски и демографски подаци
Далем се налази у савезној држави Доња Саксонија у округу Линебург. Град се налази на надморској висини од 54 метра. Површина општине износи 17,0 km². У самом граду је, према процјени из 2010. године, живјело 515 становника. Просјечна густина становништва износи 30 становника/km².

## Међународна сарадња
| Мјесто      | Држава    | Врста сарадње | Од    |
| ----------- | --------- | ------------- | ----- |
| Грамсберген | Холандија | партнерство   | 1976. |
|             | Француска | партнерство   | 1981. |
| Извор       |           |               |       |